# Aittasaari (ö i Käsmänjoki)
Aittasaari är en ö i Käsmänjoki i Salla kommun i landskapet Lappland i Finland. Ytan är omkring två hektar.